# Camponotus anatolicus
Camponotus anatolicus  (лат.) — вид древесных муравьёв рода Camponotus из подсемейства формицины (Formicidae).

## Распространение
Западная Палеарктика: Турция (Анталья-Кемер-Алтынъяка). В Турции собраны в горной местности на высоте от 282 до 886 м в лесах из сосны калабрийской (Pinus brutia), дуба кермесового (Quercus coccifera).

## Описание
Древесные муравьи буровато-чёрного цвета. Среднего размера, рабочие длиной около 5 мм (самки до 1 см). От близких видов из группы Camponotus lateralis глубоким метанотальным швом и желтовато-красным или желтовато-коричневым первым тергитом брюшка. От близкого вида Camponotus staryi (с такой же глубокой метанотальной бороздкой) отличается такими признаками: дорзальная часть проподеума покрыта отстоящими волосками и находится ниже  мезонотума, петиоль узловидный и толстый, голова и скапус с прижатым опушением. Стебелёк между грудкой и брюшком состоит из одного членика (петиолюс), несущего вертикальную чешуйку.

## Систематика
Вид был впервые описан в 2013 году турецкими мирмекологами (Celal Karaman, Nihat Aktaç) по материалу из Турции и включён в состав подрода Myrmentoma вместе с такими видами как Camponotus fallax и Camponotus lateralis. Видовое название Camponotus anatolicus происходит от имени азиатской части Турции (Анатолия).